# Obsc(y)re
Obsc(y)re is een Duitse synthipopband, die in 1996 werd opgericht.

## Geschiedenis
Frontvrouw en zangeres van de groep is de tandarts Anne Wagner. De stichtende leden waren Thomasz Krüger en de ambtenaar Roy Bergelt; Wagner vervoegde zich echter in een zeer vroeg stadium bij hen. In eerste instantie was de groep een Electronic Body Music-project, en de muziek heeft steeds een sterk synthesizer-gebaseerd karakter behouden. Op het Woodstage-festival te Glachau traden ze in 1996 voor het eerst op. De reacties op hun eerste album, Obsc(y)redistan, waren uitgesproken positief, en in 1997 namen ze deel aan de wedstrijd voor bands op de Musikmesse in Bonn.
In 1998 en 1999 kwamen een gitarist en een drummer bij de band: Christian Escher en Mirko Süß, respectievelijk. Hierdoor ontstond er een lichte wijziging in de sound van de groep, die iets meer richting rock evolueerde. In 2001 zou Escher de band echter weer verlaten; hij werd door Mike Karl vervangen, die evenwel op zijn beurt, wegens ziekte, in 2002 weer moest afhaken. Als gastgitarist gebruikten ze vanaf toen Olaf Martin van Die Schinder.
Vanaf 1999 begon de band op grotere festivals op te treden, zoals Zillo; dankzij een contract met Warner in 2000 konden ze eveneens video's beginnen te produceren, en in 2002 stichtten ze hun eigen label, OMPstudios. In dat jaar speelden ze op het Wave-Gotik-Treffen.
In de jaren 2002 en 2003 deed de band het rustiger aan; de leden hielden zich met andere projecten bezig, en er verscheen weinig nieuw werk.
In 2006 verlieten Krüger en Süß de groep; Obsc(y)re was nu effectief een tweetal. Men had het te druk met andere beroepsbezigheden: de leden hadden immers, benevens het musiceren, allen een voltijdse job. De opnamestudio van de band werd verkocht, en het overgebleven duo vestigde zich in de omgeving van Frankfurt am Main. Oktober 2008 verliet zangeres Anne Wagner de groep en sinds die tijd is er geen nieuw materiaal uitgebracht.
De band is in de loop der jaren stilistisch geëvolueerd van klassieke synthipop naar een iets meer gitaargebaseerd geluid; er bleven echter new wave-invloeden aanwezig, met vlotte, melodieuze nummers. Opmerkelijk is dat de groep er een gewoonte van had gemaakt de helft van de inkomsten die via het internet verkregen werden, aan een goed doel te schenken welke de fans zelf konden uitkiezen.

## Discografie
- 1996 Mystery (maxi-cd)
- 1996 Hystory (maxi-cd)
- 1996 Obsc(y)redistan
- 1997 Voyage
- 1998 New Life (maxi-cd)
- 1998 (Stronger)
- 1999 Hystory (nieuwe versie met 6 bonustracks)
- 2000 Lost in Space (maxi-cd)
- 2000 Heavenly Venture
- 2000 Forgive Me (maxi-cd met video)
- 2001 Follow Me (maxi-cd)
- 2002 Heavenly Videos (video)
- 2003 Engel (maxi-cd met dvd)
- 2004 Zenana
- 2006 Pflichtveranstaltung
- 2007 Aus Der Traum